# Castelo Rosenborg

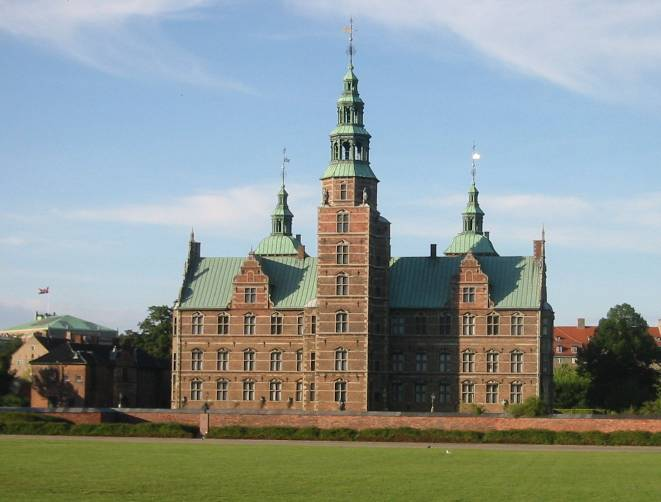
Castelo Rosenborg

O Castelo Rosenborg (Rosenborg Slot) é um castelo de pequenas dimensões erguido em Copenhaga, capital da Dinamarca. 

## História
O castelo foi construído para servir em 1606, e representa bem a arquitetura do período do rei Christian IV. Passou por algumas reformas e ampliações, chegando à atual arquitetura em 1624.

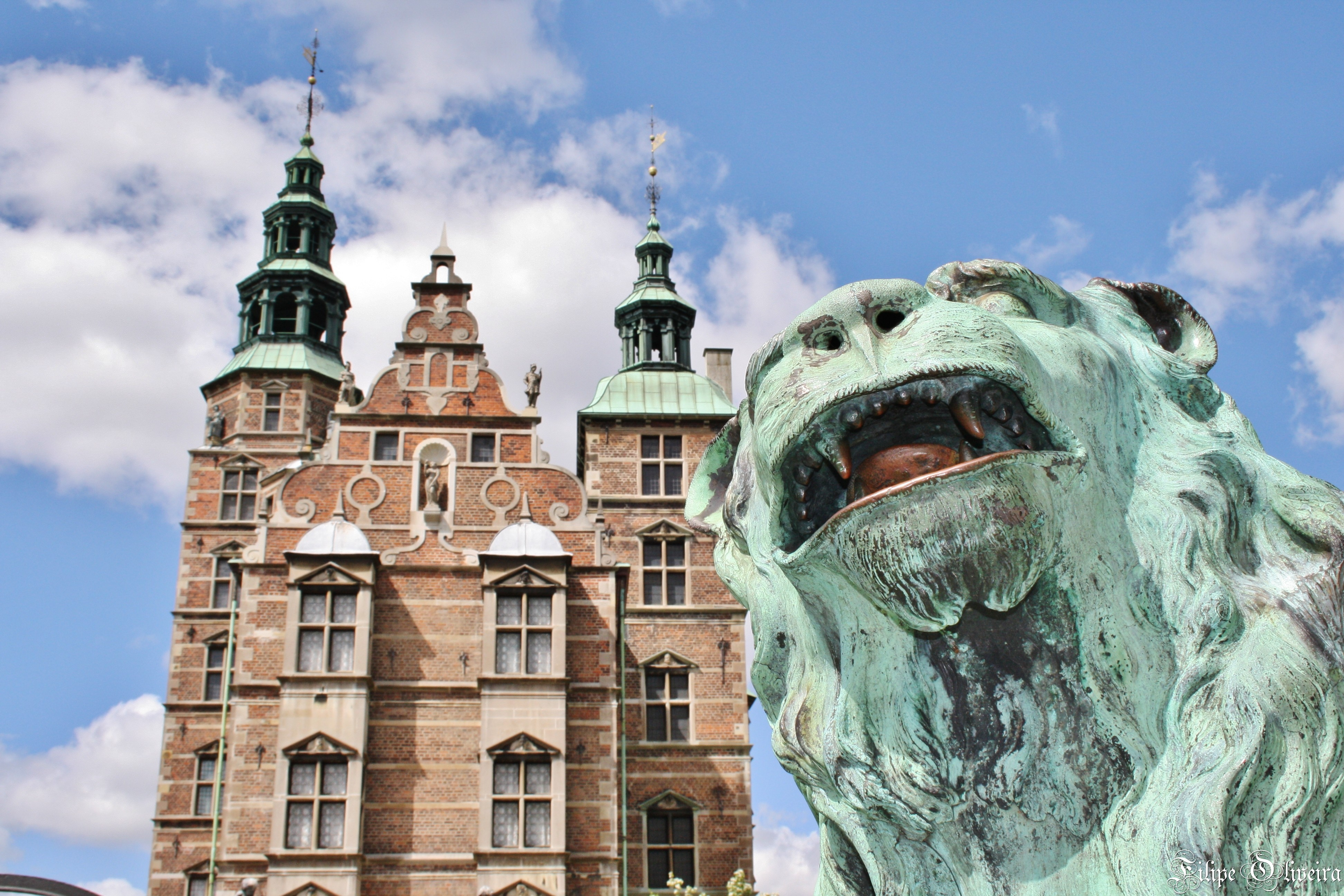
Castelo Rosenborg

Até aproximadamente 1710, o castelo era usado como residência da família real, mas após o reinado de Frederick IV, somente foi utilizado como tal em dois momentos, em 1794, quando o Palácio de Christiansborg sofreu um incêndio, e em 1801, quando os ingleses invadiram Copenhaga.
Atualmente está aberto para visitas de turistas. Contém um acervo com objetos da família real, que vão do século XV ao século XIX, incluindo as Jóias da Coroa Dinamarquesa.